# Lons-le-Saunier
Lons-le-Saunier város Franciaország keleti részén, Burgundia-Franche-Comté régióban, Jura megye székhelye. Környékén szőlőműveléssel foglalkoznak. Nevezetes üdülőhely, sós gyógyvízforrásokkal.

## Története
A város híres szülöttei Claude-Jacques Lecourbe generális és Claude Joseph Rouget de Lisle. A középkorban Ledo Salinarius volt a neve. 1815-ben itt adták ki azon proklimációt, amelyben a Bourbonokat újból trónvesztettnek nyilvánították.

## Demográfia
| Év   | Lakosság |
| ---- | -------- |
| 1793 | 6 740    |
| 1800 | 6 041    |
| 1806 | 7 314    |
| 1821 | 7 796    |
| 1831 | 7 918    |
| 1841 | 8 565    |
| 1846 | 8 781    |
| 1851 | 9 410    |
| 1856 | 9 456    |

| Év   | Lakosság |
| ---- | -------- |
| 1861 | 9 862    |
| 1866 | 9 943    |
| 1872 | 10 701   |
| 1876 | 11 391   |
| 1881 | 12 373   |
| 1886 | 12 290   |
| 1891 | 12 610   |
| 1896 | 12 116   |

| Év   | Lakosság |
| ---- | -------- |
| 1901 | 12 935   |
| 1906 | 13 133   |
| 1911 | 13 927   |
| 1921 | 13 152   |
| 1926 | 12 651   |
| 1931 | 14 101   |
| 1936 | 14 661   |
| 1946 | 15 568   |

| Év   | Lakosság |
| ---- | -------- |
| 1954 | 15 030   |
| 1962 | 15 924   |
| 1968 | 18 769   |
| 1975 | 20 942   |
| 1982 | 20 105   |
| 1990 | 19 144   |
| 1999 | 18 483   |
| 2007 | 18 075   |
| 2010 | 17 681   |

## Látnivalók
- Rue du Commerce - a XVII. században kialakult árkádos üzletutca, ennek 24. számú házában született a Marseillaise, a franciák nemzeti himnusza szerzője, Claude Joseph Rouget de Lisle.
- Cirque de Baume - a város közelében található a meredek sziklafalakkal körülvett, zárt medence, tulajdonképpen vakvölgy, ahol meg lehet tekinteni a hatalmas Grottes de Baume barlangot.

## Testvérvárosok
- Offenburg
- Ripley